# Betziesdorf
Betziesdorf is een plaats in de Duitse gemeente Kirchhain, deelstaat Hessen.